# إيتاغواي
إيتاغواي هي بلدية في البرازيل، تتبع ريو دي جانيرو، بلغ عدد سكانها 82٬003  نسمة، في 2000، تبلغ مساحتها 275٫877 كيلومتر مربع.

## الموقع
تشترك في الحدود مع:
- ريو دي جانيرو.

## أعلام
- رينالدو دا كروز أوليفيرا
- لياندرو تيكسيرا دانتاس